# كريستيان هاريسون
كريستيان هاريسون (بالإنجليزية: Christian Harrison)‏ مواليد 29 مايو 1994 في شريفبورت، لويزيانا، الولايات المتحدة، هو لاعب كرة مضرب أمريكي بدأ مسيرته كمحترف سنة 2012 يلعب باليد اليمنى. أعلى تصنيف له في الفردي في تصنيف رابطة محترفي كرة المضرب كان المركز الـ 351 في سنة 2013. أعلى تصنيف له في الزوجي كان 162.

## روابط خارجية
- كريستيان هاريسون على موقع رابطة محترفي التنس (الإنجليزية)
- كريستيان هاريسون على موقع الاتحاد الدولي لكرة المضرب (الإنجليزية)
- كريستيان هاريسون على موقع خلاصة التنس.كوم (الإنجليزية)
- كريستيان هاريسون على موقع إي إس بي إن.كوم (الإنجليزية)